# 血之期中考：死題
《血之期中考》（：／ Gosa: Piui Junggangosa），是2008年7月韓國上映且最賣座的恐怖電影，其續集《血之期中考2》也自2010年7月上映。

## 劇情簡介
距離考試還有5個多月的某個星期六，全校第1至20名的學生正在參加特別精英考試。當時校園只有24人，分別是掌儀隊的高中生伊娜、校園叛逆王子姜賢、會忌妒又羨慕伊娜的好友明孝、一心想得全校第1的熙恩、患有精神妄想症的趙范、受失眠困擾的全校第2東赫、有神經病的秀珍等20名有問題的資優生，和人氣老師昌旭、新來的英語老師素靈及學生主任志勇等。
上課時，崔老師放教學光碟給學生看，沒多久電視畫面變成被關在水槽裡、嚇得全身發抖的惠瑩，水槽的水慢慢升起，一個聲音宣佈了關係到惠瑩生命的考試題目，如果他們不在規定時間內寫出答案，惠瑩就會斃命。在惠瑩死後，每響起一次貝多芬的給愛麗絲，那個聲音就會出一道題，答不出來就一個學生會死。一場為了救同學、也為了自己活命的血之期中考試，計時已經開始......

## 演員列表
- 李凡秀 飾演 黃昌旭(老師)
- 尹晶喜 飾演 崔素靈(老師)
- 南奎里 飾演 姜伊娜(尹明孝好友)
- 金　汎 飾演 姜賢(喜歡姜伊娜)
- 孫汝恩 飾演 尹明孝(姜伊娜好友)
- 李　孽 飾演 警衛(智媛爸爸)
- 金素熙 飾演 智媛媽媽
- 孔正煥 飾演 柳治榮
- 咸𤨒晶 飾演 金智媛
- 楊知元 飾演 閔惠瑩
- 姜　元 飾演 孫東赫
- 權賢尚 飾演 車在旭
- 孫浩俊 飾演 趙范

## 評價
本片以獨特的黑色驚悚手法，搭配奇幻的幻想，並且結合日常生活中平凡的一場期中考試，以及擔任本片重要主演、飾演具有正義感、溫和及派頭的老師李凡秀，初次挑戰恐怖電影、飾演新來精英的英文老師完美主義者尹晶喜，女子組合出道、飾演正直堅強的女高中生伊娜一角的南奎里，被稱為國民弟弟、飾演叛逆王子的金汎，今年在電視劇微笑家族中獲得高人氣、飾演伊娜好友明孝的孫汝恩，及從出道至今累積許多演藝經驗的咸𤨒晶等，同時以快感和強烈的恐怖效果，將觀眾帶入一個恐怖氣氛中。而本片也是2008年最賣作的恐怖電影。

## 外部連結
- 開眼電影網上《血之期中考：死題》的資料（繁體中文）
- 豆瓣电影上《血之期中考：死題》的資料 （简体中文）
- 互联网电影数据库（IMDb）上《血之期中考：死題》的资料（英文）